# Molho Meunière

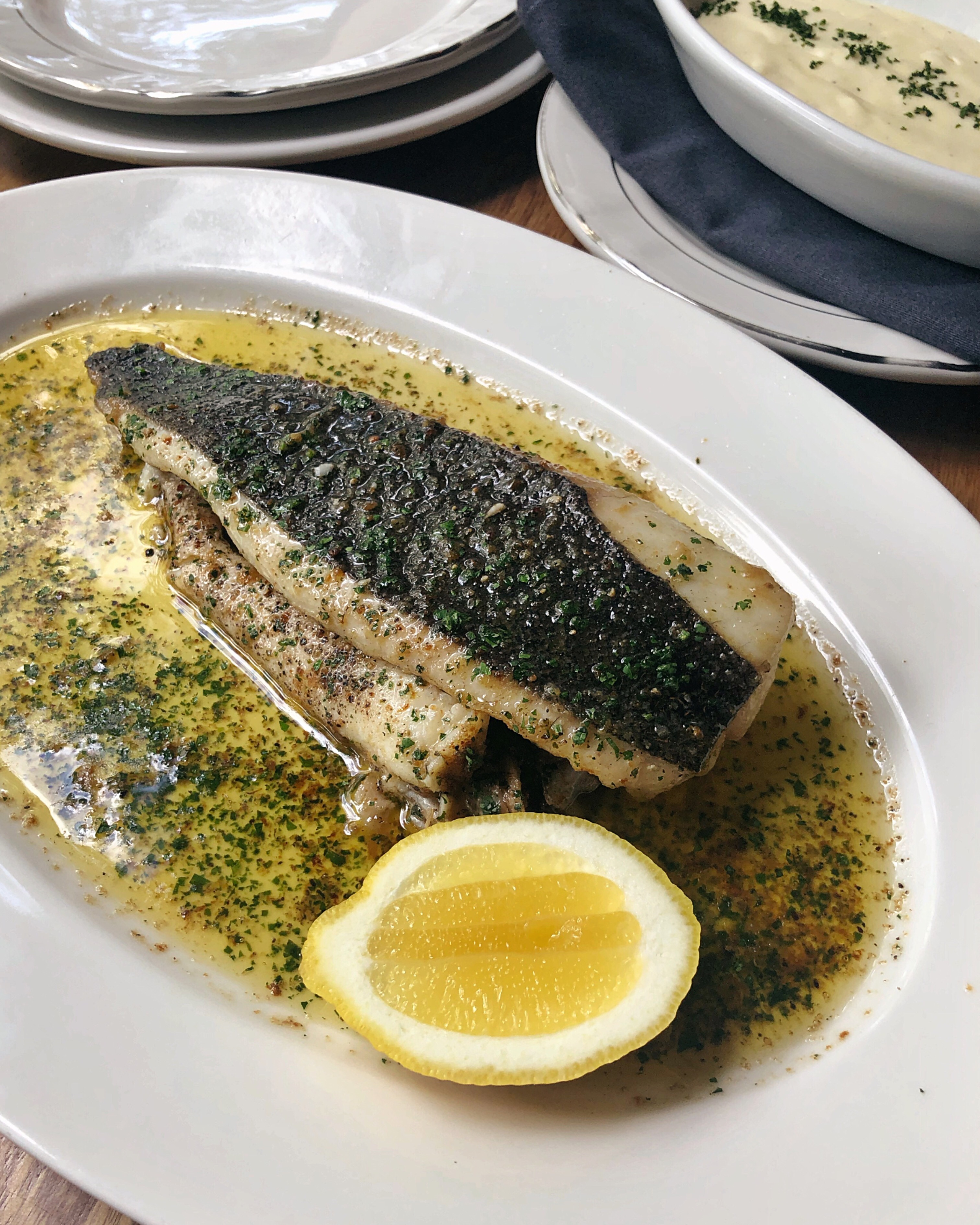
Linguado Meunière

Meunière  é um molho francês e um método de preparação, principalmente para peixes. A própria palavra significa "esposa do moleiro" em francês.  Assim, cozinhar algo à la meunière era cozinhá-lo primeiro passando-o pela farinha.  Um molho meunière é uma preparação simples - manteiga marrom, salsa picada e limão - e o nome se refere à sua natureza rústica simples.

## Preparação
Existem duas maneiras principais de preparar o peixe (mais popularmente, linguado ou truta).  Uma delas é refogando - primeiro passando o peixe na farinha temperada (farinha branca ou farinha de milho) e depois cozinhando em uma frigideira quente com um pouco de manteiga clarificada. O método alternativo é fritar o peixe enfarinhado. Na fritura, usa-se óleo ou uma combinação de óleo e manteiga - talvez até 2cm de profundidade. A fritura é feita em uma panela grande ou em uma fritadeira autônoma. O peixe enfarinhado é completamente submerso no óleo quente. As técnicas de fritura resultam em uma textura mais crocante, mas o molho precisará ser feito à parte. O peixe salteado terá uma pele mais macia em comparação, mas permite a possibilidade de fazer o molho à la minute após a remoção do peixe, adicionando manteiga fresca, salsa e limão.  